# Großer Buddha von Leshan

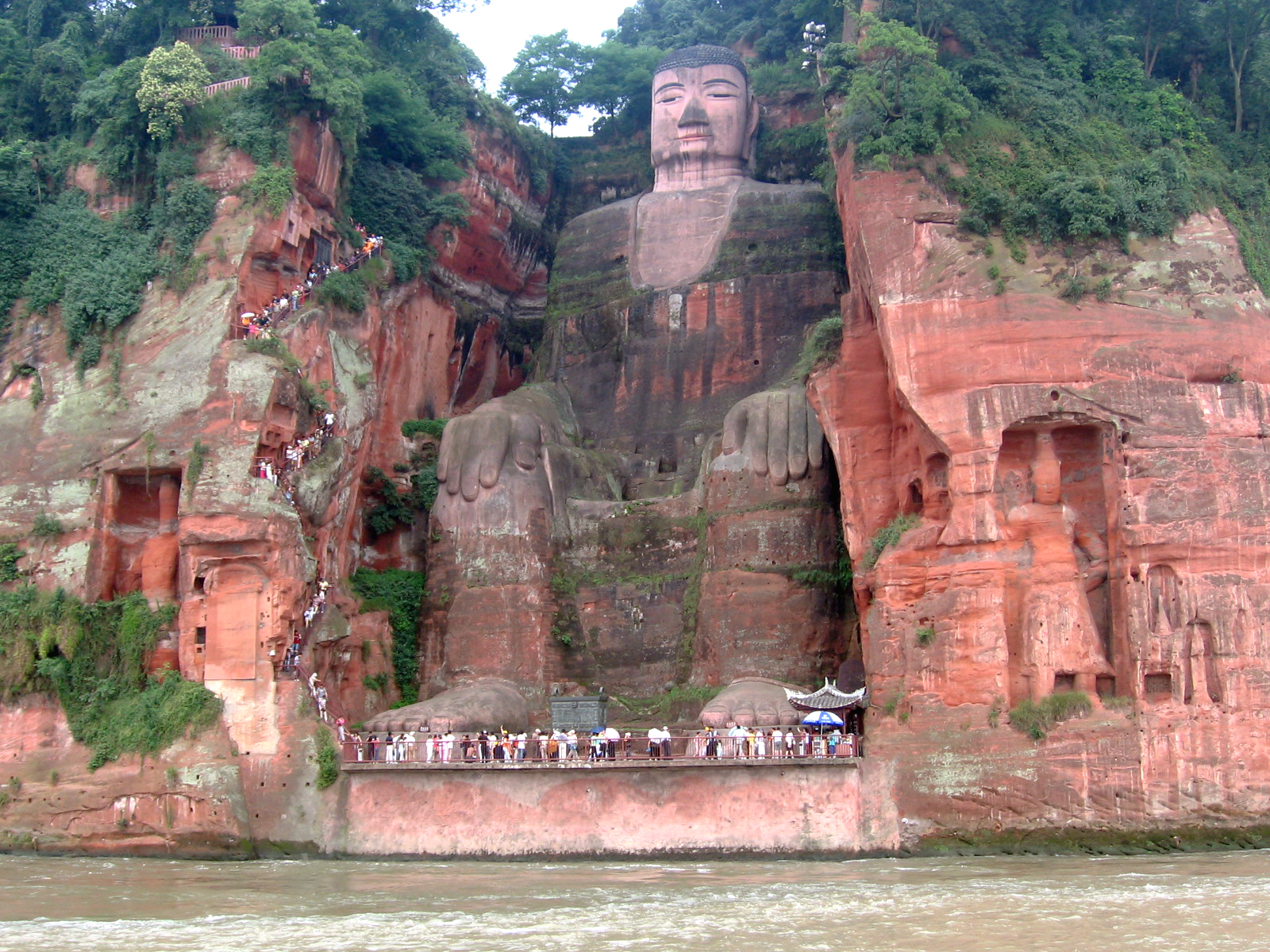
Großer Buddha von Leshan

Der Große Buddha von Leshan (chinesisch 樂山大佛 / 乐山大佛, Pinyin Lèshān Dàfó) ist die weltgrößte Skulptur eines sitzenden Buddha aus Stein. Sie wurde während der Tang-Dynastie (618–907) am Zusammenfluss der Flüsse Min Jiang, Dadu und Qingyi unweit der Stadt Leshan, im südlichen Teil der Provinz Sichuan in China, aus dem Felsen gehauen. Der Buddha blickt auf den Berg Emei Shan, einen der vier heiligen buddhistischen Berge, während die Flüsse an seinen Füßen vorbeiströmen.
Seit 1982 steht der Buddha auf der Liste der Denkmäler der Volksrepublik China. 1996 wurde er zusammen mit dem Emei Shan in die Liste des UNESCO-Welterbes aufgenommen.

## Geschichte und Bedeutung
Mit dem Bau wurde 713 unter der Leitung des chinesischen Mönchs Haitong begonnen. Dieser hoffte dadurch die unruhigen Gewässer zu beruhigen, welche die Schifffahrt auf dem Fluss beeinträchtigten. Als er die Finanzierung des Projekts gefährdet sah, soll er sich als Zeichen seiner Frömmigkeit und Aufrichtigkeit seine Augen herausgerissen haben. Seine Schüler vollendeten das Werk 90 Jahre später. Das gewaltige Bauunternehmen, bei dem riesige Mengen Stein abgetragen und im Fluss deponiert wurden, soll dessen Lauf verändert und ihn für vorbeifahrende Schiffe ungefährlich gemacht haben.
Die Skulptur stellt Maitreya dar, der im Buddhismus als der Buddha der Zukunft und große kommende Weltlehrer gilt. Charakteristisch für die buddhistische Kunst in den Ländern des nördlichen Buddhismus (Tibet, Korea, China, Japan) wird Maitreya in sitzender Haltung (Sanskrit: Bhadrāsana, „Glückssitz“) gezeigt. Seine Hände ruhen auf den Knien.

## Ausmaße
Die Skulptur ist 71 Meter hoch, an den Schultern 28 Meter breit und auf seinem kleinen Zehennagel findet eine Person problemlos Platz. Vom Fluss aus gesehen soll der umgebende Gebirgszug einem schlafenden Buddha ähneln, wobei die Skulptur sich an der Stelle des Herzens befindet. Dies hat unter anderem zu der örtlichen Redewendung geführt: „Der Berg ist ein Buddha und der Buddha ist ein Berg.“

## Schäden durch sauren Regen
Saurer Regen führt dazu, dass die Skulptur in den letzten Jahren erheblichen Schaden nahm. Dieser wird durch die Luftverschmutzung aus Kohlekraftwerken verursacht. Die Spuren des Regens sind deutlich sichtbar und die Bemalung des Buddhas ist verblasst. Das Problem erodierender Kulturgüter, vor allem derjenigen, welche aus Sandstein hergestellt wurden, ist nicht allein auf die Buddha-Statue in Leshan beschränkt.

## Galerie

Blick auf den Buddha vom Wasser
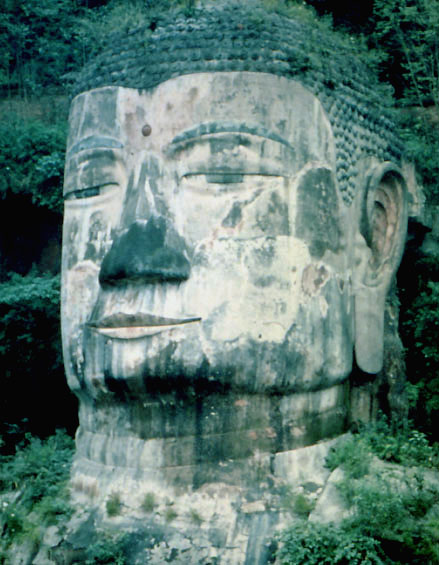
Kopf des Buddhas
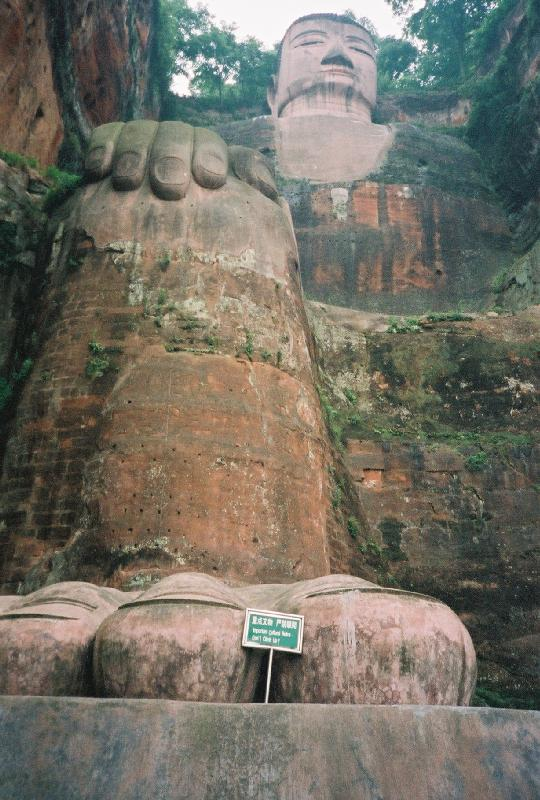
Blick auf den Buddha von unten

## Film
- Der große Buddha von Leshan. (OT: Giant Buddha.) Dokumentarfilm, Singapur, 2009, 44:30 Min., Buch und Regie: Steve Talley, Produktion: NHNZ, Discovery Channel, Reihe: Die sieben Wunder Chinas, deutsche Erstausstrahlung: 12. November 2009 bei Discovery Channel,  Inhaltsangabe. (Memento vom 7. März 2016 im Internet Archive) von Discovery Channel.